# Mega Jet
La Sega Mega Jet (メガ ジェット), est une console développée conjointement par Sega et Japan Airlines lancée en juillet 1993 dans les vols internationaux de Japan Airlines.
La Mega Jet est une Mega Drive sous forme de manette intégrant un port cartouche et se branchait dans les écrans LCD en service dans les première classe et classe business.
Une liste de quatre jeux est mise à disposition par vol, incluant Super Monaco GP II et Sonic 1. Le voyageur peux jouer aussi avec ses propres cartouches.
Il est possible de connecter une deuxième manette sur l'appareil pour jouer à deux.
Elle a été commercialisée au public par SEGA en mars 1994.
En parallèle, SEGA et ALPINE sortent un modèle rebadgé connectable à ces ecrans LCD  et destiné aux véhicules. Ce package inclus le jeu SONIC 3 et une prise d'alimentation "allume-cigare" identique à l'accessoire pour Game Gear.
La carte mère est dérivée de la Megadrive 2.
La Mega Jet servira de base au développement de la SEGA NOMAD.
I/O:
Croix directionnelle
6 boutons d'action
Boutton MODE, START, RESET
Interrupteur ON/OFF
Led témoin d'alimentation
Prise casque comme sur la Megadrive 1
Molette de réglage sur volume casque
Port manette numéro 2
Port cartouche Megadrive
Sortie video. Connexion de type Megadrive 2
Port d'alimentation. Connexion de type Megadrive 2